# 曹彬
曹彬（931年—999年），字国华，镇州灵寿县（今河北省石家庄市灵寿县）人，北宋初名將，在北宋滅亡南唐的戰爭中擔任主要將領，昭勛閣二十四功臣之一。

## 生平
後周显德三年（956年），改潼关监军，迁西上阁门使。显德五年（958年），奉詔出使吳越，奉诏赐吴越国王铠甲、弓弩、枪剑，及中吴军节度使钱文奉国信。显德六年（959年），判四方馆事，出为晋州兵马都监，转引進使；严于治军，尤重军纪。
宋太祖建隆二年（961年），转客省使，与王全斌、郭进领步骑万余人攻乐平县，降北汉将王超、侯霸荣等一千八百人，获千余人。乾德二年（964年），改左神武将军，充内省客使。同年率军攻後蜀，以不濫殺著稱，王仁贍曰：“清謙畏謹，不負陛下任使者，惟曹彬一人耳。”升宣徽南院使、義成軍節度使。六年，遣李继勋、党进率师征太原，命为前军都监，战洞涡河，斩二千余级，俘获甚众。开宝二年（969年），议亲征太原，复命为前军都监，率兵先往，次团柏谷，降贼将陈廷山。又战城南，薄于濠桥，夺马千余。及太祖至，则已分砦四面，而自主其北。开宝六年（973年），进检校太傅。
开宝七年（974年）率水陆军10万攻灭南唐，开宝八年（975年）克金陵，又決策伐北漢和攻契丹，以功擢樞密使、檢校太尉、忠武軍節度使。及宋太宗即位（976年），加同中書門下平章事。太平興國三年（978年），進檢校太師，從征太原，加兼侍中。太平興國八年（983年）正月，因遭鎮州駐泊都監、酒坊使彌德超誣陷，罷樞密使，為天平軍節度使兼侍中，六月王顯任樞密使。但十多天後，太宗就醒悟過来，進封曹彬為魯國公。雍熙三年（986年），宋分兵三路攻契丹，他为东路军主将，因孤军冒进、兵疲粮乏撤军，至岐沟关（今涿州西南）被契丹军击败，致宋军全线溃退，降右骁卫上将军（環衛官，從二品）。雍熙四年（987年）復起為侍中、武寧軍節度使（使相：節度使兼侍中），淳化五年（994年），徙平盧軍節度使。宋真宗即位後復為檢校太師、同中書門下平章事。數月後，召拜樞密使。咸平二年（999年）六月卒，年六十九。

## 身后
贈中書令，追封濟陽郡王，諡武惠；且贈其妻高氏為韓國夫人；官其親族、門客、親校十餘人。八月，詔曹彬與趙普配饗太祖廟庭。
先後被追封為濟陽郡王（真宗朝）、魯王（真宗朝）、冀王（仁宗朝）、唐王（神宗朝）、周王（高宗朝）。

## 家族
曹彬是後周太祖郭威张贵妃的外甥，張同芝外孫。
女兒為宋真宗的曹賢妃，孫女即是宋仁宗的曹皇后，被譽為聖后。外曾孫女高太后，即宋英宗皇后。曹皇后有一兄弟曹佾，即八仙中的曹國舅原型。相传曹彬还有一个后代成了女神仙，便是道家《灵源大道歌》的作者曹文逸真人。

## 現代研究
由於曹姓為昭武九姓，中華人民共和國學者鄧小南認為曹彬有可能有粟特人血統。